# Do 217轟炸機
道尼尔 Do 217是第二次世界大战中德国使用的一种双引擎重型轰炸机。该机由道尼尔公司开发，主要用于替代性能已逐渐落后的Do 17型轰炸机。

## 概要
早在二战爆发前，道尼尔就已经认识到了Do 17的弱点。尤其是在了解到容克公司的Ju 88原型机已经在任何一个方面都超过了前者后，更是决心研制出一种超越Do 17和Ju 88的新飞机来。
Do 217基本上可以被视为是Do 215的放大版。不过，虽然两种飞机都使用DB 601发动机作为动力，Do 217在许多设计细节上都有着显著的不同。在1938－40年间，道尼尔公司的设计人员一直在试图为新飞机找到一种合适的动力，直到宝马公司的BMW 801问世后这一问题才得到完美的解决。得益于发动机强劲的马力，Do 217拥有比其他德国双发轰炸机都大的载弹量。
从几乎所有的方面来看，Do 217都比较成功。它可以携带的炸弹比Ju 88的早期型号或是He 111都多，而Do 217的速度也很快，在最大平飞速度这一项上甚至超过了Ju 88。在近两年的时间里，Do 217是德国最大的轰炸机，直到He 177问世后这一纪录才被打破。在意大利投降后，Do 217参与拦截了试图向盟军投降的意大利舰队，并使用弗里茨 X滑翔炸弹击沉了意大利战列舰“罗马”号。
然而，Do 217也有一些严重的问题。由于它几乎达到了双发飞机的尺寸上限，其机动性远远不如早期的Do 17轰炸机，操纵也显得笨拙。另外，最初飞机的稳定性也存在问题，直到在机翼前缘安装了固定翼缝后才基本解决这个问题。
就像Do 17和Ju 88，Do 217被用於各种任务，包括充当夜间战斗机。1943年，当德国对战斗机的需求远远超过轰炸机时，Do 217的生产线被关闭。
当今，只有一些Do 217的部件被保存了下来，而Do 17和Do 217在二战中的作用也往往被人们忽视。

## 主要型别

### Do 217A-0
小批量试生产型，动力为两台1100马力的DB 601液冷式發動機，主要被用作侦察任务，共生产八架。

### Do 217C-0
初期生产型，采用DB 601发动机为动力，并在原型机的基础上增强了防御火力，共制造四架。

### Do 217 E
- Do 217E-0: E系列最初的型號，採用兩台1,600馬力的BMW 801A/B引擎。
- Do 217E-1：量產型，防御武器包括五挺7.92毫米MG 15機槍和一門15毫米MG 151機炮。
- Do 217E-2:
- Do 217E-3:
- Do 217E-4:
- Do 217E-5:

### Do 217K
动力装置采用两台1,730马力的BMW 801G/H星型发动机，并延长了翼展以携带制导炸弹和导弹。
- Do 217K-1:
- Do 217K-2:
- Do 217K-3:

### Do 217M
将Do 217K换上1,750马力DB 603發動機后的产物。
- Do 217M-1:
- Do 217M-3:
- Do 217M-5:
- Do 217M-11:

### Do 217J
在Do 217E的基础上发展而来的夜间战斗机。金属机头内装备了四挺7,92毫米MG 17机枪和四门20毫米MG FF/M機炮。
- Do 217J-1:
- DO 217J-2:
- Do 217L: Two experimental aircraft.

### Do 217N
在Do 217M基础上发展的夜间战斗机，机头武装与Do 217J相同，但在机背增裝四門指向斜上的MG 151/20机炮。
- Do 217N-1:
- Do 217N-2:

### Do 217P
专用高空侦察型，除了机翼前缘两台DB 603B发动机（1860马力）外，机身内还安装有一台DB 605T发动机专门负责为前者增压。据说该机的升限可以达到53000英尺。

### Do 217R
由於Do 217M和Do 217P的性能和載彈量未能夠達到要求，因此在Do217進行修改機身和機翼設計，演變成Do 317，其機身和機翼稍微變大，特徵是載彈量更大、高空高速，進化為雙發重型轟炸機。

## 基本性能

### Do 217 J-2
基本信息
- 机组：four

性能

### Do 217 M-1
基本信息
- 机组：four

性能
武器

- 4 x 7.92 mm MG 81 machine gun
- 2 x 13 mm MG 131 machine gun
- up to 4000 kg (8820 lb) of disposable stores